# George Ramsay
George Burrell Ramsay (Glasgow, 4 de marzo de 1855-Llandrindod Wells, 7 de octubre de 1935) fue un futbolista y entrenador escocés.
Ramsay fue secretario y entrenador del Aston Villa Football Club en el período más exitoso de su historia. Como jugador, fue el primer capitán del Aston Villa en levantar un trofeo, lo que ayudó a establecer al club como una fuerza en el juego. Pionero del juego de pases, que aprendió en su Escocia natal, Aston Villa se hizo famoso por sus pases combinados cortos y rápidos bajo su liderazgo.
Su botín de trofeos de seis campeonatos de liga y seis FA Cup estableció a Aston Villa como el club más exitoso de Inglaterra. Ha sido descrito como el primer entrenador de fútbol pagado del mundo. Hasta el día de hoy, Ramsay sigue siendo uno de los entrenadores más exitosos en la historia del fútbol inglés.

## Primeros años
Ramsay nació en Abbotsford Place en el distrito Tradeston de Glasgow. Su padre era William Ramsay, un ferretero, originario de Perthshire. La madre de George era Mary Ann Burrell, que nació en Woolwich. El glaswegian llegó a Birmingham alrededor de 1871 para trabajar como empleado en una fundición de latón.

## Vida personal
Se casó con Fanny Elizabeth Warwick, una chica de Aston, en 1893. Tuvieron dos hijos y una hija.
Ramsay se divorció de su esposa por adulterio en 1915.

## Palmarés
Aston Villa
- Campeones de Primera División (6): 1893–94, 1895–96, 1896–97, 1898–99, 1899–1900, 1909–10
  - Finalistas (6): 1889, 1903, 1908, 1911, 1913, 1914

- Ganadores de la FA Cup (6): 1886–87, 1894–95, 1896–97, 1904–05, 1912–13, 1919–20
  - Finalistas (2): 1892, 1924
- Sheriff of London Charity Shield (2): 1899 (compartido), 1901

Ramsay recibió dos medallas de servicio prolongado de la Football League, la primera en 1909 y la segunda en 1927. 